# Вададустат
Вададустат (англ. Vadadustat); інша назва AKB-6548 — експериментальний препарат, механізм дії якого полягає в інгібуванні гіпоксіє-індукуючої фактор-проліл диоксилази, що спричинює підвищення ендогенного вироблення еритропоетину, який стимулює вироблення еритроцитів та гемоглобіну. Препарат проходить III фазу клінічних досліджень щодо його ефективності при анемії, спричиненої хронічною нирковою недостатністю. Препарат також досліджується щодо ефективності в лікуванні коронавірусної хвороби 2019.